# Kia Sportage
La Kia Sportage è una Sport Utility Vehicle compatta prodotta dalla casa automobilistica coreana Kia Motors a partire dal 1993 in varie generazioni: la prima è stata prodotta fino al 2002, la seconda è stata presentata nel 2004 ed è stata prodotta fino al 2010, la terza viene svelata nel 2010 ed è stata in produzione sino al 2016. Dalla seconda serie la Sportage viene classificata in Europa come una SUV appartenente al segmento C.

## Prima serie (1993-2002)
Anticipata dall'omonima concept car esposta al Salone dell'automobile di Tokyo nel 1991 la prima serie della Sportage (Progetto JA) ha esordito nel 1993. Si presenta con un design curvilineo e privo di spigoli e il nome Sportage deriva dalle parole Sport (dalla linea della carrozzeria) e Portage (tradotto in italiano Viaggio).
Sotto il profilo della meccanica utilizza un telaio di base e parte degli organi di trasmissione progettati dal marchio giapponese Mazda (infatti nei primi anni novanta era attiva una joint venture tra Kia, Ford e la stessa Mazda). Le sospensioni anteriori sfruttano lo schema a ruote indipendenti con bracci trasversali, barra stabilizzatrice e molla elicoidale mentre il retrotreno utilizza un più convenzionale schema a ruote interconnesse con ponte rigido e bracci longitudinali con barra stabilizzatrice. L'impianto frenante utilizza dei dischi autoventilati all'anteriore e dei tamburi al posteriore con l'opzione di montare il sistema anti bloccaggio delle ruote (ABS). Di serie il servosterzo idraulico mentre solo in seguito a un aggiornamento avvenuto nel 1995 vennero resi disponibili gli airbag frontali e gli inserti in radica per la plancia.
La linea estetica, frutto del centro stile Kia in Corea, possiede un frontale con fanaleria di forma rettangolare e fendinebbia smussati ai bordi, calandra anteriore trapezoidale con bande cromate proposte sulle versioni più accessoriate, presa d'aria che si estende nella parte inferiore del paraurti. La fiancata ha i passaruota leggermente in rilievo e i bordi dei finestrini cromati, mentre la coda presenta la ruota di scorta esterna montata sul portellone. Internamente la plancia possiede uno stile austero con plastiche di qualità modesta ma assemblaggi precisi, un grande maniglione è stato montato dal lato passeggero, la grafica della strumentazione è di facile impatto e i comandi del climatizzatore e dell'autoradio sono in posizione centrale. L'abitacolo risulta spazioso e sfruttabile. Il bagagliaio ha un volume minimo pari a 520 litri ampliabile fino a 1 570 reclinando il divano posteriore. Il serbatoio contiene 60 litri di carburante.
La Sportage venne prodotta presso gli stabilimenti di Hwasung in Corea del Sud ma dal 1995 al 1998 grazie a una joint-venture effettuata con la Karmann 25 984 vetture destinate al mercato europeo sono uscite dagli stabilimenti di Osnabrück in Germania. La Sportage così è stata la prima automobile della Kia a essere stata assemblata in Europa.

### Sportage Cabrio

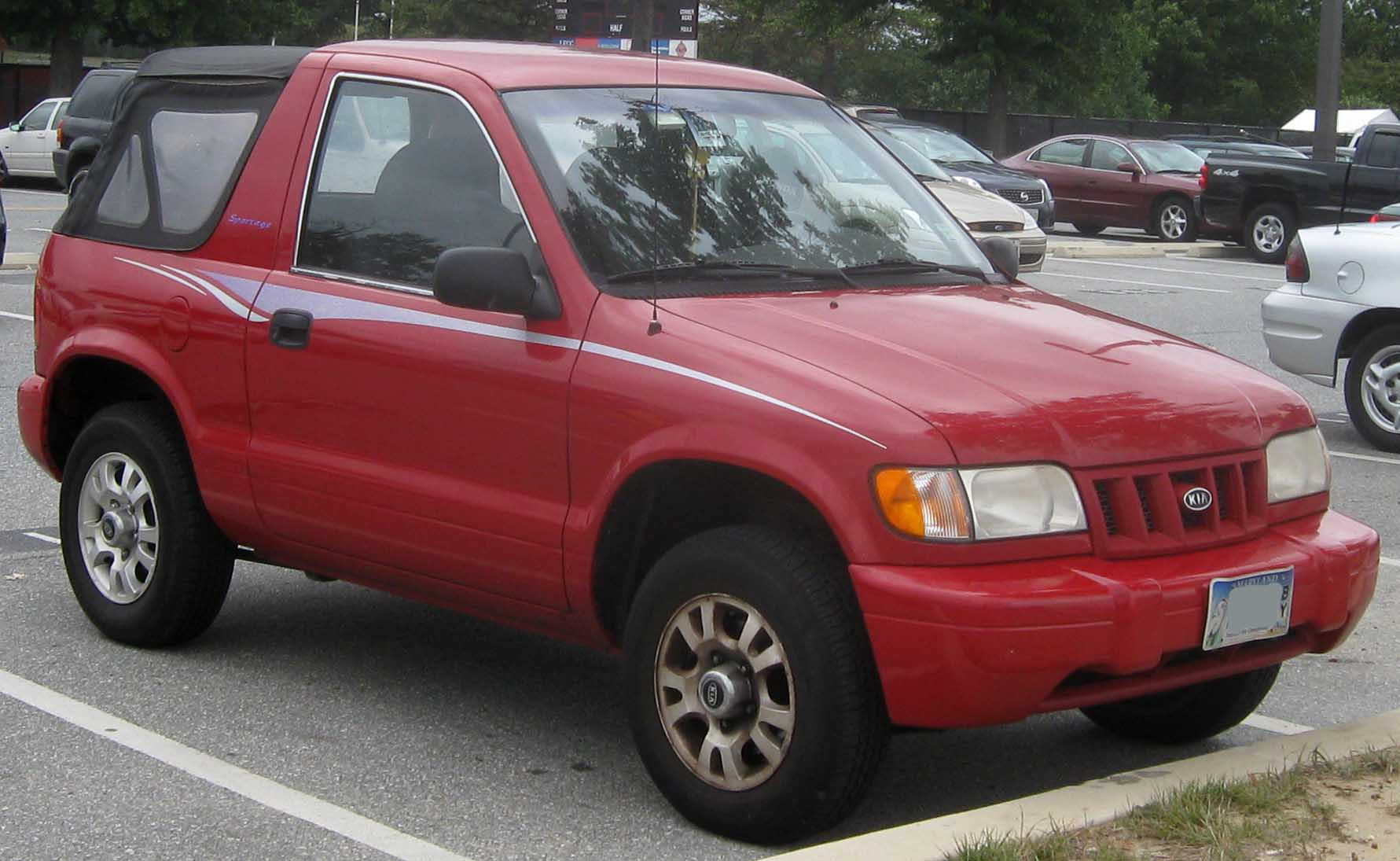
La Kia Sportage in versione Cabrio

Nel 1997 esordisce la versione cabriolet a passo corto realizzata appositamente per il pubblico americano. La linea con la capote reclinabile nella parte posteriore richiama le dune buggy degli anni settanta molto in voga nelle spiagge della California. Lunga 4,03 metri, con un passo di 2,306 metri, dispone di 5 posti con i posteriori protetti da un bull bar d'acciaio in caso di ribaltamento. La capote si aziona manualmente e il bagagliaio diventa sfruttabile solo reclinando il divano posteriore. La Sportage Cabrio era disponibile con il motore 2.0 16V benzina.

### Sportage Wagon
La Sportage Wagon viene presentata al salone dell'automobile di Ginevra nel 2000. Si tratta di una versione caratterizzata dal vano di carico ancora più ampio e sfruttabile, realizzata allungando il pianale posteriore e riprogettando parte della meccanica. La ruota di scorta è stata spostata nel telaio in modo da donare all'auto una linea più equilibrata ed elegante simile ad una station wagon, il portellone posteriore è incernierato dall'alto. Il bagagliaio possiede un volume di carico massimo di 2 220 litri con il divano posteriore reclinato mentre l'abitacolo è omologato per cinque persone. Lunga 4,44 metri è stata prodotta per soddisfare le esigenze della clientela europea e americana che richiedevano un SUV più ampio e comodo. Le prestazioni in fuoristrada rimangono pressoché inalterate grazie al robusto telaio e alle marce ridotte; gli angoli di attacco anteriori e posteriori risultano essere rispettivamente di 36 e 33 gradi con un raggio di sterzata pari a 5,6 metri. La Wagon era disponibile con il solo propulsore 2,0 litri benzina abbinato a un cambio manuale a 5 rapporti o automatico a 4 rapporti.

### Motorizzazioni
Inizialmente la Sportage JA venne proposta con un unico propulsore alimentato a benzina di 2,0 litri di cilindrata (omologato Euro 2) con sedici valvole, doppio albero a camme e iniezione elettronica multipoint capace di erogare 128 cavalli (94 kW) a 5 300 giri/min per una coppia motrice di 175 N·m a 4 000 giri/min. Il 2.0 era abbinato a un cambio manuale a 5 marce più 5 ridotte o a un automatico a 4 rapporti sempre con riduttore e garantiva una velocità di punta pari a 172 km/h per un'accelerazione da 0 a 100 km/h registrata in 10,5 secondi. Dal 2000 il 2.0 16V venne omologato Euro 3, di conseguenza la potenza massima scese a 119 cavalli senza alterare le prestazioni, garantendo però dei costi di gestioni minori e un minore impatto ambientale.
Tra i Diesel l'unico propulsore offerto fu un 2.0 con turbocompressore e distribuzione a due valvole per cilindro erogante 83 cavalli (61 kW) e abbinato al cambio manuale a 5 rapporti con riduttore. Capace di una coppia massima pari a 190 N·m a 2 000 giri/min il 2.0 TD registrava uno scatto da 0 a 100 km/h in 12,5 secondi per una velocità di punta di 145 km/h e un consumo di 11,0 km/L. I costi di gestioni risultavano leggermente inferiori rispetto al 2.0 benzina a discapito delle prestazioni. Contrariamente al 2.0 benzina la versione Diesel non venne omologata Euro 3.
| Modello     | Disponibilità        | Motore                       | Cilindrata cm³ | Potenza max    | Coppia max              | 0–100 km/h (secondi) | Velocità max (km/h) | Consumo medio (km/l) |
| 2.0 16V 128 | dall'esordio al 2000 | 4 cilindri in linea, Benzina | 1.998          | 94 kW (128 CV) | 175 N·m @4.700 giri/min | 10,5 (9,0 Cabrio)    | 172                 | 8,4                  |
| 2.0 16V 119 | dal 2000             | 4 cilindri in linea, Benzina | 1.998          | 87 kW (119 CV) | 175 N·m @4.700 giri/min | 10,8 (9,1 Cabrio)    | 172                 | 9,1                  |
| 2.0 TD 8V   | dal 1995             | 4 cilindri in linea, Diesel  | 1.998          | 61 kW (83 CV)  | 190 N·m @2.000 giri/min | 12,5                 | 145                 | 11,0                 |

## Seconda serie (2004-2010)
La seconda serie viene presentata al salone dell'automobile di Parigi 2004 sotto le vesti di Sport Utility Vehicle compatto, abbandonando del tutto la vecchia impostazione di veicolo fuoristradistico con marce ridotte. La nuova Sportage (nota con il codice progettuale KM) viene realizzata sulla piattaforma meccanica della Hyundai Tucson (comune alle berline Hyundai Elantra e Kia Cerato) con telaio a scocca portante e trasmissione integrale priva di riduttore. Rispetto alla progenitrice, la nuova serie adotta uno schema di sospensioni a quattro ruote indipendenti più raffinato; all'avantreno sono presenti dei classici MacPherson mentre al retrotreno, al posto del ponte rigido, esordisce un doppio braccio oscillante (Bi-Link) in grado di coniugare un maggiore comfort a migliori doti stradali. Il sistema di trazione integrale sviluppato dalla Borg Warner è composto dai differenziali in posizione centrale che trasferiscono la coppia motrice fino al 50% alle ruote posteriori in condizioni di aderenza ideale, il tutto elettronicamente.
Il design della Sportage JE si basa su una carrozzeria realizzata in acciaio modellata secondo i gusti e le esigenze della clientela europea; la linea è frutto del centro stile Kia californiano ma numerosi elementi sono stati creati da alcuni designer italiani, il frontale dispone di una fanaleria a forma di goccia con una calandra che ospita il marchio della casa posto tra due bande cromate, alle estremità dei paraurti anteriori i fendinebbia sono posizionati in due ampie prese d'aria, mentre nella zona inferiore viene montato come optional uno scudo paracolpi in plastica che protegge i paraurti durante il fuoristrada. La fiancata presenta passaruota in rilievo e nervature nei sottoporta mentre la vetratura laterale sdoppiata presenta nelle versioni di punta le cornici cromate. La coda presenta il lunotto apribile separatamente dal portellone, paraurti con doppio terminale di scarico per le versioni di punta e fanaleria che si raccorda ai montanti in plastica delle barre portatutto applicate sul tetto.
L'abitacolo dispone di cinque posti più un bagagliaio con una capacità minima di 667 litri (1 886 di capacità massima con il divano posteriore in posizione reclinata). La plancia segue lo stile della carrozzeria caratterizzata da un profilo curvilineo, nella parte centrale sono racchiusi i comandi dell'autoradio e del climatizzatore mentre nella parte superiore sono alloggiate le bocchette di aerazione. Nella zona inferiore invece troviamo il pacchetto fumatori con accendisigari e posacenere oltre ai vani portabibite. Di fronte al sedile del passeggero è stato posizionato un maniglione, il quadro strumenti di grafica molto semplice possiede una retro illuminazione di colore verde. La Kia ha scelto numerose colorazioni per l'abitacolo, abbinabili alle rifiniture in finta radica o alluminio.
Sul fronte della sicurezza automobilistica tutte le Sportage seconda serie sono equipaggiate con il sistema anti bloccaggio delle ruote in frenata (ABS), airbag frontali, laterali e per la testa, controllo elettronico della stabilità e della trazione e fendinebbia. Tra gli accessori invece spiccano di serie l'antifurto, i retrovisori regolabili elettricamente e riscaldabili, climatizzatore manuale o automatico e, solo per le versioni di punta, gli interni in pelle.
La Sportage JE viene assemblata presso gli stabilimenti di Gwangju in Corea del Sud e distribuita in tutto il mondo; gli esemplari commercializzati negli Stati Uniti d'America prima di essere immatricolati subiscono alcuni rimaneggiamenti all'assetto presso il centro di ricerche e sviluppo della Kia Motors della California. È stata prodotta dal 2004 al 2010 in oltre 860 000 esemplari.

### Aggiornamenti
Un lieve restyling è stato presentato nell'agosto 2007; si tratta di un aggiornamento che ha migliorato la qualità globale dell'autovettura. Nuova fanaleria frontale a sfondo imbrunito, paraurti disponibili anche in tinta con la carrozzeria (oltre all'opzione bi-colore), nuovo disegno dei cerchi in lega, assetto irrigidito per migliorare le doti dinamiche su asfalto e nuove rifiniture interne. La plancia dispone di plastiche morbide al tatto mentre l'autoradio con lettore di CD ora supporta anche gli MP3. Tra gli accessori la casa offre anche l'impianto di navigazione satellitare con schermo a colori. La Sportage ristilizzata è prodotta dall'ottobre 2007 anche presso gli stabilimenti di Žilina in Slovacchia in seguito a un incremento della domanda da parte del mercato europeo; infatti oltre 100 000 Sportage sono state immatricolate in tutta Europa dal 2004 fino ai primi mesi del 2008. Questo modello si è dimostrato una delle autovetture di maggior successo della casa coreana poiché è stata venduta, dall'esordio avvenuto nel 1993 fino ai primi mesi del 2008, in oltre 1,5 milioni di esemplari.

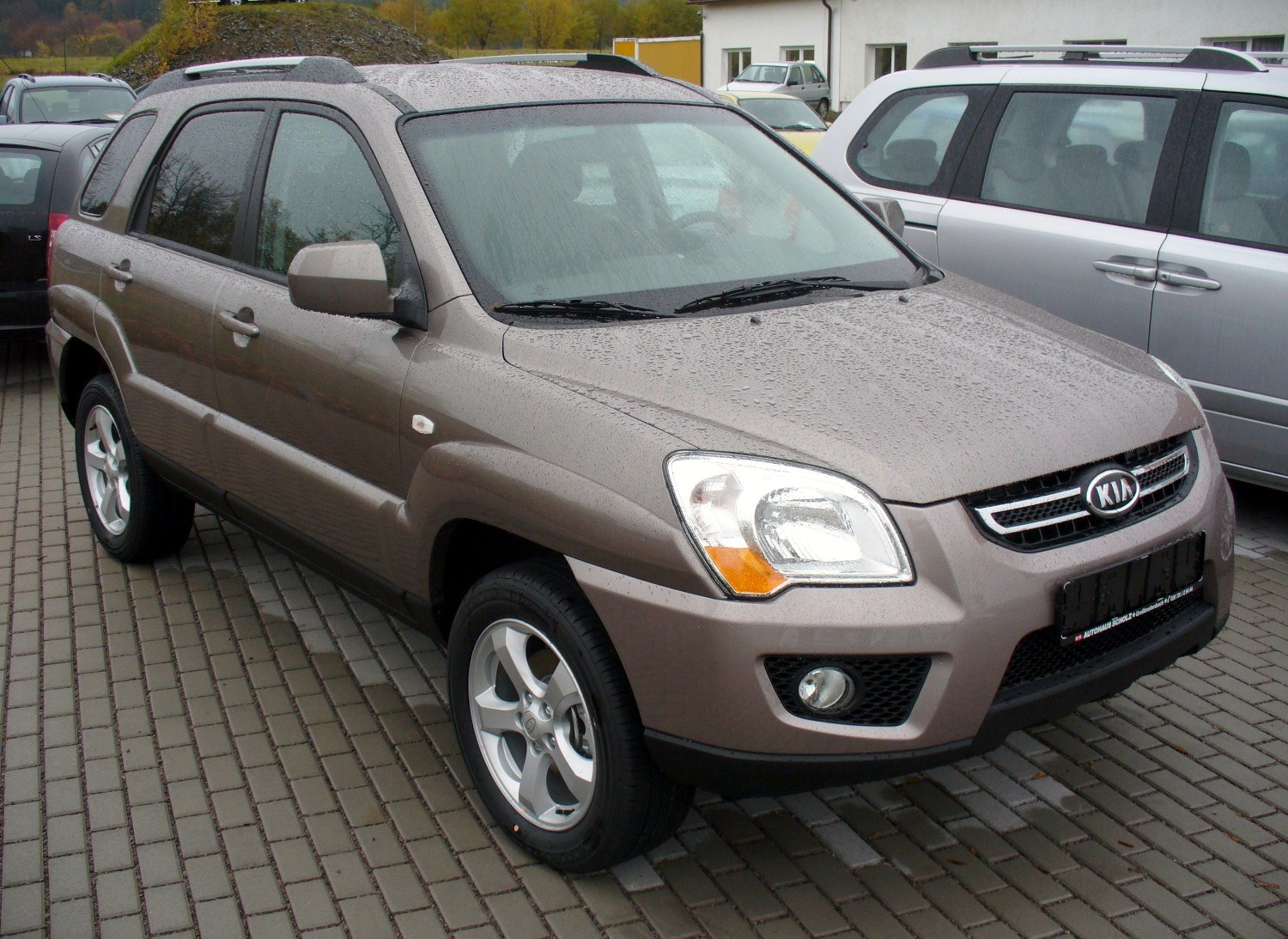
Una Kia Sportage ristilizzata del 2009

Sempre nell'estate 2007 la Kia ha presentato la Sportage Wilson una versione speciale dedicata agli Australian Open di tennis. Prodotta in soli 300 esemplari per il mercato italiano, la Sportage Wilson dispone di due set di palle da tennis nel bagagliaio, navigatore satellitare Pioneer con mappe integrate, rifiniture interne specifiche, impianto audio potenziato, interni in pelle, vernice metallizzata e climatizzatore automatico oltre al logo Wilson applicato sul portellone. Il motore è il classico 2,0 litri turbodiesel da 140 cavalli con filtro antiparticolato, la garanzia ufficiale è di tre anni o 100 000 km.
Al Salone dell'automobile di Londra nell'estate 2008 la Kia presenta un secondo restyling. Esteticamente la nuova versione si riconosce per il frontale ridisegnato con una fanaleria di forma più spigolosa e una calandra che segue il corso stilistico introdotto dalla Kia Cee'd. Paraurti con prese d'aria di forma trapezoidali e fendinebbia circolari. La coda espone nuove protezioni in plastica e fanali dal disegno rinnovato oltre all'introduzione del doppio terminale di scarico cromato per tutte le motorizzazioni. L'abitacolo invece presenta le sedute delle poltrone più ampie e comode mentre l'autoradio ora possiede l'ingresso AUX e USB per connettere gli IPod. Sul campo delle dotazioni la Sportage si arricchisce dei vetri posteriori oscurati, cerchi in lega leggera disponibili per tutte le versioni da 16" (17" per le più lussuose) e la garanzia ufficiale di sette anni su motore e organi di trasmissione. In Italia oltre 32 000 Sportage seconda serie circolano in Italia.

### Versioni ecologiche
La serie JE di Sportage è stata proposta anche in due versioni a basso impatto ambientale: la prima alimentata da celle a combustibile e la seconda, prodotta in serie, alimentata sia a benzina sia a gas GPL.

#### Sportage FCEV concept
La FCEV è una concept car esposta per la prima volta nel 2004 e successivamente al Salone dell'auto di Parigi nel 2008; si tratta di una versione alimentata da celle a combustibile in grado di erogare una potenza massima pari a 136 cavalli (100 kW) supportata da un gruppo di accumulatori agli ioni di litio da 152 volt. Realizzata dal centro di ricerche e sviluppo coreano della casa coreana è parente stretta della Tucson FCEV proposta in contemporanea dalla Hyundai. La Sportage FCEV possiede un serbatoio di idrogeno con una capacità di 152 litri in grado di fornire un'autonomia di circa 300 km. La velocità di punta dichiarata dalla casa è di 155 km/h.

#### Sportage EcoSuv
La Sportage JE viene proposta dall'estate 2008 anche nella versione a basso impatto ambientale denominata EcoSuv caratterizzata dalla doppia alimentazione benzina e GPL in grado di ridurre le emissioni nocive e i costi di gestione. L'impianto a gas sviluppato dalla BRC Gas Equipment viene montato in fabbrica e omologato direttamente dalla casa costruttrice, in modo da usufruire del massimo degli ecoincentivi statali ed è disponibile sia nelle versioni a due ruote motrici (2WD) sia nelle versioni a trazione integrale (4WD). L'impianto di forma toroidale è installato nel pianale inferiore e non occupa spazio del bagagliaio, garantendo un'autonomia a GPL di 512 km nelle versioni 2WD e di 503 km nelle versioni 4WD. Il motore 2,0 a fasatura variabile CVVT possiede le valvole rinforzate e la centralina è stata rivista per adattarsi al meglio alla propulsione a gas: con l'alimentazione a benzina il 2.0 16V eroga 141 cavalli ma scendono a 137 con il funzionamento a GPL. Le emissioni di anidride carbonica oscillano dai 168 ai 173 grammi al km (ciclo combinato). Il consumo dichiarato è di 10,5 km/L. Contrariamente al resto della gamma Sportage la garanzia ufficiale della casa scende a cinque anni invece di sette.

### Motorizzazioni
La Sportage JE viene proposta con una gamma di motorizzazioni composta da due propulsori a benzina e un turbodiesel common rail. Il 2.0 16V β Beta benzina, sviluppato dalla Hyundai, eroga 141 cavalli ed è dotato della fasatura variabile delle valvole (CVVT) e abbinato a un cambio manuale a 5 rapporti. La trazione è integrale permanente ma dal 2008 è disponibile anche una versione a trazione anteriore con assetto ribassato per rendere più dinamica la guida su asfalto. I consumi e le prestazioni non sono di particolare rilievo, in particolare la velocità di punta per entrambe le versioni oscilla tra i 174 e i 180 km/h. Le versioni 2.0 EcoSuv garantiscono costi di gestioni molto più bassi.
Il motore di punta è il 2.7 V6 benzina δ Delta che eroga 175 cavalli ed è abbinato al cambio automatico sequenziale H-Matic a 4 rapporti più la modalità sequenziale. Questo 2.7 è stato studiato per il pubblico americano, infatti in Europa ha ricevuto pochi consensi. Benché i consumi risultino elevati (10,0 km/L), le prestazioni registrate risultano quasi sportive per la categoria, infatti è in grado di accelerare da 0 a 100 km/h in 10,5 secondi per raggiungere la velocità di punta di 180 km/h. La trazione è integrale.
L'unico motore Diesel adottato è un 2,0 litri common rail progettato dalla VM Motori (noto come RA 420 SOHC) e prodotto su licenza dalla Hyundai-Kia Automotive presso gli stabilimenti sud coreani. In un primo momento disponeva di 112 cavalli ma dal 2007 in occasione del restyling venne potenziato a 140 cavalli mediante l'utilizzo della turbina a geometria variabile (VGT) mentre per ridurre le emissioni nocive è stato adottato di serie il filtro attivo antiparticolato (DPF). La nuova versione è abbinata, oltre che alla trazione integrale, anche alle sole ruote motrici anteriori. Questo motore dal 2008 è stato potenziato a 150 cavalli migliorando l'erogazione ma lasciando inalterati i consumi e le emissioni. Il cambio per tutti i turbodiesel è stato il manuale a 6 rapporti mentre dal 2007 è disponibile come optional l'automatico sequenziale a 4 rapporti H-Matic.
| Modello                       | Disponibilità        | Motore                           | Cilindrata cm³ | Potenza max             | Coppia massima          | Emissioni CO2 (g/km) | 0–100 km/h (secondi) | Velocità max (km/h) | Consumo medio (km/L) |
| 2.0 CVVT 16V 2WD              | dal 2008             | 4 cilindri in linea, Benzina     | 1.975          | 104 kW (141 CV)         | 184 N·m @4.500 giri/min | 190                  | 10,4                 | 180                 | 12,5                 |
| 2.0 CVVT EcoSuv 16V 2WD       | dal 2008             | 4 cilindri in linea, Benzina-GPL | 1.975          | 104-101 kW (141-137 CV) | 184 N·m @4.500 giri/min | 168                  | 10,8                 | 177                 | 10,5                 |
| 2.0 CVVT 16V 4WD              | dall'esordio         | 4 cilindri in linea, Benzina     | 1.975          | 104 kW (141 CV)         | 184 N·m @4.500 giri/min | 194                  | 11,3                 | 174                 | 12,1                 |
| 2.0 CVVT EcoSuv 16V 4WD       | dal 2008             | 4 cilindri in linea, Benzina-GPL | 1.975          | 104-101 kW (141-137 CV) | 184 N·m @4.500 giri/min | 173                  | 11,8                 | 171                 | 10,3                 |
| 2.7 V6 24V 4WD auto           | dall'esordio         | 6 cilindri a V, Benzina          | 2.659          | 129 kW (175 CV)         | 241 N·m @4.000 giri/min | 237                  | 10,5                 | 180                 | 10,0                 |
| 2.0 CRDI 16V 4WD 112          | dall'esordio al 2006 | 4 cilindri in linea, Diesel      | 1.991          | 83,5 kW (112 CV)        | 245 N·m @2.000 giri/min | 187                  | 13,8                 | 168                 | 14,0                 |
| 2.0 CRDI VGT 16V 2WD 140      | dal 2007 al 2008     | 4 cilindri in linea, Diesel      | 1.991          | 103 kW (140 CV)         | 305 N·m @2.000 giri/min | 184                  | 11,1                 | 178                 | 14,3                 |
| 2.0 CRDI VGT 16V 2WD 140 auto | dal 2007 al 2008     | 4 cilindri in linea, Diesel      | 1.991          | 103 kW (140 CV)         | 305 N·m @2.000 giri/min | 210                  | 12,8                 | 165                 | 12,5                 |
| 2.0 CRDI VGT 16V 4WD 140      | dal 2006 al 2008     | 4 cilindri in linea, Diesel      | 1.991          | 103 kW (140 CV)         | 305 N·m @2.000 giri/min | 187                  | 12,0                 | 177                 | 14,1                 |
| 2.0 CRDI VGT 16V 2WD 150      | dal 2008             | 4 cilindri in linea, Diesel      | 1.991          | 110 kW (150 CV)         | 305 N·m @2.000 giri/min | 184                  | 11,1                 | 178                 | 14,3                 |
| 2.0 CRDI VGT 16V 2WD 150 auto | dal 2008             | 4 cilindri in linea, Diesel      | 1.991          | 110 kW (150 CV)         | 305 N·m @2.000 giri/min | 210                  | 12,8                 | 168                 | 12,5                 |
| 2.0 CRDI VGT 16V 4WD 150      | dal 2008             | 4 cilindri in linea, Diesel      | 1.991          | 110 kW (150 CV)         | 305 N·m @2.000 giri/min | 187                  | 12,0                 | 177                 | 14,1                 |

## Terza serie (2010-2016)

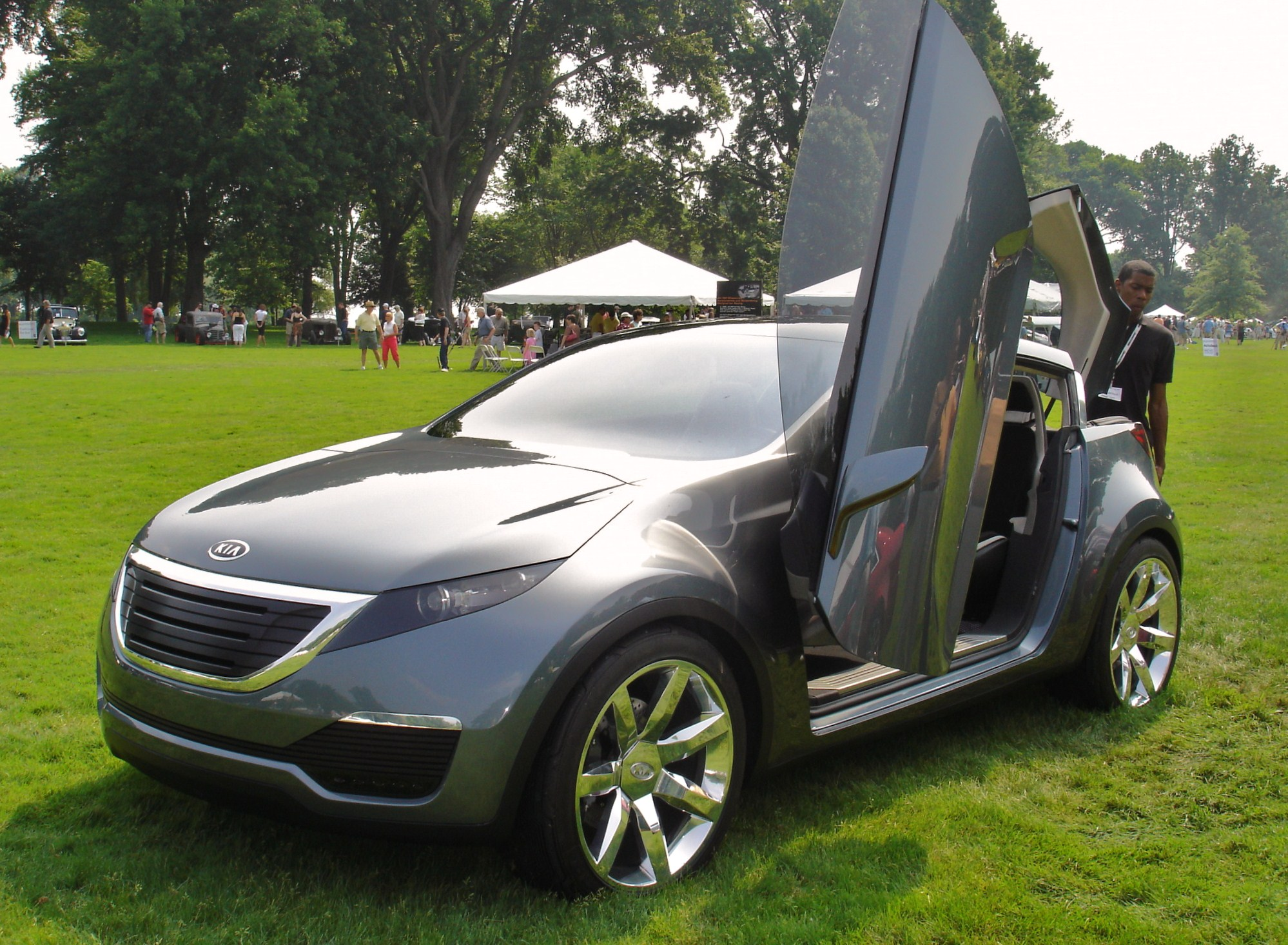
Il prototipo Kia Kue

La genesi della terza generazione del modello Sportage è stata abbastanza lunga e complessa: il centro stile americano della casa propone il prototipo Kue, esposto al salone dell'automobile di Detroit del 2007; disegnato da Peter Schreyer e Tom Kearns proponeva una carrozzeria lunga 4,72 metri che sembrava più compatta grazie ai volumi bassi e all'aerodinamica curata. Costruita su una piattaforma derivata da quella della Hyundai Santa Fe la Kue presentava una grande calandra anteriore abbinata a fanali triangolari di dimensioni ridotte, le fiancate erano scolpite con i passaruota in evidenza e la coda stile coupé aveva il lunotto discendente dal tetto. Il motore era un 4,6 litri V8 Tau con turbo da 400 cavalli abbinato alla trazione integrale e al cambio automatico a 5 rapporti. La Kue venne ben accolta sia dal pubblico sia dai vertici Kia, infatti numerose soluzioni stilistiche saranno adottate dalla Sportage definitiva. Prende così forma il progetto SL direttamente ispirato dal concept Kue ma che sarà sviluppato su una piattaforma meno costosa (quella del modello Cee'd) e adotterà motorizzazioni molto più compatte.
Oltre all'estetica più sportiva la nuova Sportage viene progettata utilizzando nuovi materiali per la costruzione del telaio più leggeri, viene curata maggiormente l'aerodinamica e viene migliorata l'insonorizzazione e la dinamica del veicolo soprattutto per l'uso stradale. Viene introdotta la nuova trazione integrale TOD che presenta il sistema Dynamax che è stato sviluppato da Kia in collaborazione con Magna Powertrain; il sistema permette di indirizzare la coppia all'assale posteriore in modo più rapido (rispetto ai sistemi tradizionali) in modo da ridurre le perdite di aderenza; inoltre fino alla velocità di 40 km/h è possibile attivare il blocco del differenziale centrale.
Il modello definitivo è stato svelato ufficialmente al salone dell'automobile di Ginevra nel marzo del 2010 e le vendite sul mercato europeo partirono dall'estate dello stesso anno. La produzione della terza serie di Sportage per il mercato europeo avviene nello stabilimento Kia di Žilina in Slovacchia che già produceva la precedente generazione. Inoltre viene prodotta anche nello stabilimento di Gwangju in Corea del Sud per essere esportata nel resto del mondo.

### Il design
La Sportage è stata disegnata da Peter Schreyer, capo del design del marchio Kia, insieme con Massimo Frascella, direttore dello stile esterno della vettura. Adotta quindi l'ultimo family feeling introdotto dalla casa caratterizzato da linee tese e muscolose, carrozzeria compatta ed elevata altezza da terra. Il frontale viene caratterizzato dalla grande calandra cromata denominata Tiger Nose con il marchio Kia posto al centro, i fanali triangolari sono sottili e nelle versioni di punta integrano le luci diurne a LED, nella parte bassa è presente una presa d'aria che intercorre lungo tutto il paraurti e collega i due fendinebbia a forma di “boomerang” posti agli estremi. Un fascione protettivo in plastica scuro è presente al di sotto del paraurti per evitare di graffiare la carrozzeria in fuoristrada.

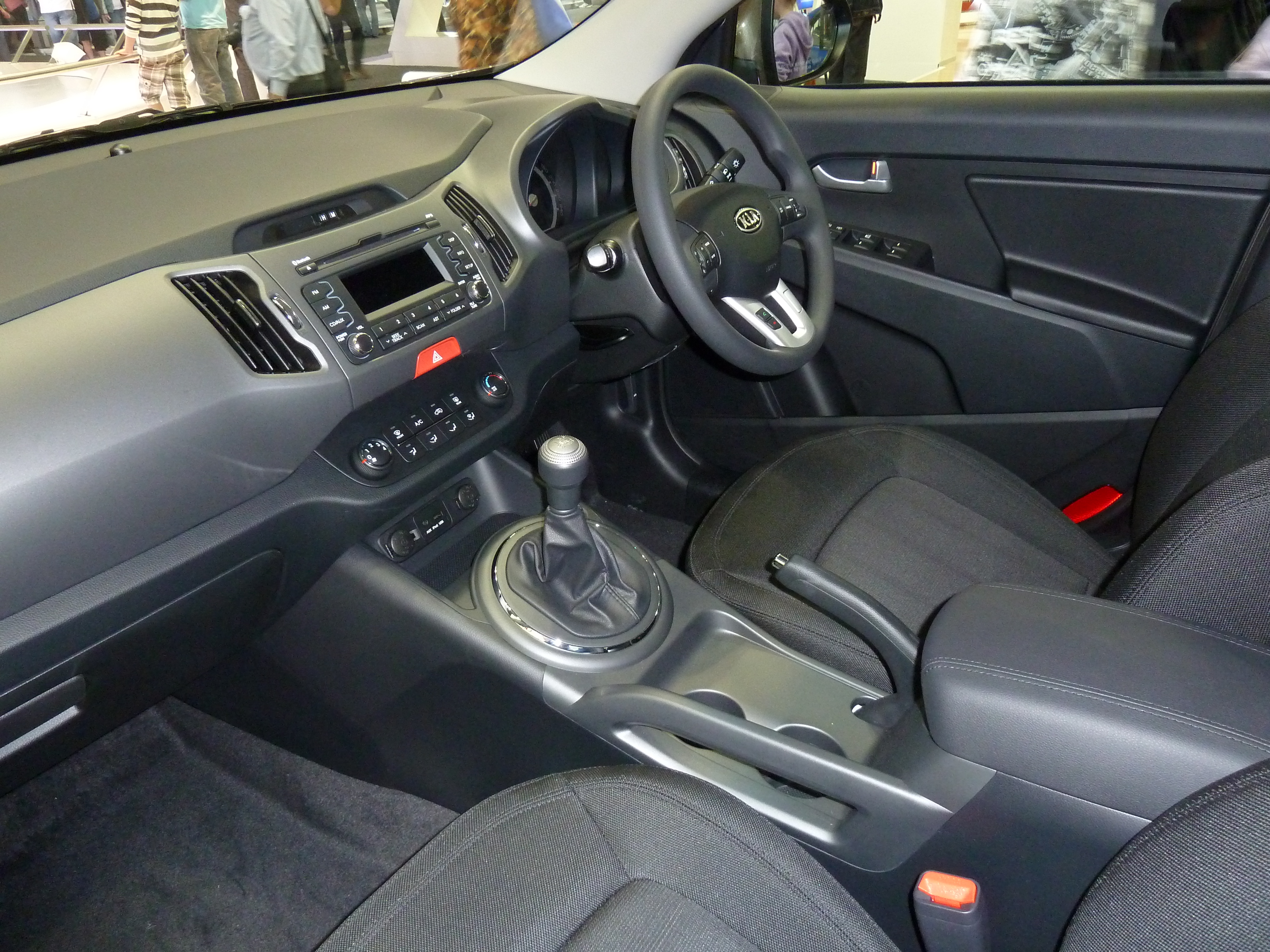
Vista degli interni

Le fiancata sono alte e massicce con un grande montante posteriore e con passaruota in evidenza, una nervatura presente nella parte bassa delle portiere dona slancio alla carrozzeria. I modelli di punta dispongono anche degli indicatori di direzione integrati nei retrovisori e una fascia cromata che si estende attorno alla vetratura laterale.
La coda viene caratterizzata da un lunotto di piccole dimensioni e dai fanali a goccia a LED, la targa è stata spostata sul paraurti e nella parte bassa è presente un fascione in plastica grezza protettivo. Il design particolare della Sportage ha permesso di ottenere un coefficiente di resistenza aerodinamica pari a 0,36. Per i mercati esteri la vettura è disponibile anche con una calandra anteriore differente che oltre agli inserti cromati possiede degli inserti scuri.
Gli interni sono stati disegnati da Ralph Kluge; l'abitacolo è configurato per trasportare cinque persone, il bagagliaio possiede un volume minimo di 564 litri che salgono a 1 353 litri con il divano posteriore reclinato. Lo stile della plancia riprende quello degli esterni, con una plancia massiccia e dallo stile arrotondato: al centro è presente lo schermo del sistema multimediale composto dall'autoradio oppure dal navigatore satellitare con schermo touch screen, nella parte più bassa è presente un quadro strumenti che riporta le informazioni del computer di bordo. Le bocchette d'aerazione del climatizzatore sono poste agli estremi dell'autoradio. I comandi del clima si trovano sul livello inferiore della plancia e nella parte più bassa è presente un vano che ospita anche l'accendisigari e gli ingressi USB, iPod e AUX dell'autoradio. I modelli di punta dispongono anche dell'avviamento a pulsante tramite Smart Key. Il cambio possiede una curiosa base rotonda. La strumentazione possiede una forma a “binocolo” con il tachimetro in primo piano che ospita al centro uno schermo LCD che riporta le informazioni del computer di bordo, gli altri strumenti sono posti in secondo piano; su alcune versioni è presente il sistema Supervision Cluster che permette di autoregolare la luminosità e il colore della retroilluminazione. Il tetto panoramico apribile (optional) è in grado di filtrare il 99% dei raggi UV.

### La dinamica
La terza serie della Sportage è lunga 4,44 metri, larga 1,85 e alta 1,63 metri, viene realizzata su una piattaforma inedita eredita direttamente dalla Kia Cee'd e dalla sorella Hyundai ix35; rispetto alla versione standard destinata alle autovetture sotto la Sportage la piattaforma è stata riadattata per poter supportare motorizzazioni più potenti e la trazione integrale TOD. Il peso complessivo diminuisce di circa 90 kg rispetto alla vecchia generazione pur avendone aumentato la rigidità. Il passo della vettura è di 2,640 metri (lo stesso della ix35) le sospensioni anteriori sfruttano uno schema a ruote indipendenti con schema MacPherson e barra stabilizzatrice mentre al retrotreno viene adottato uno schema Multilink con barra stabilizzatrice. A seconda delle versioni viene prodotta sia in versione a trazione anteriore sia a trazione integrale TOD inseribile elettronicamente. Il motore è disposto in posizione anteriore-trasversale. L'impianto frenante sfrutta quattro dischi con gli anteriori auto ventilati e ammortizzatori idraulici.
La scocca viene realizzata in acciai alto resistenziali stampati a caldo con deformazione programmata studiata in modo da formare in caso d'impatto una gabbia che protegge l'abitacolo con gli occupanti. La dotazione di sicurezza si compone di sei airbag (due frontali, due laterali e quelli a tendina anteriori e posteriori) e poggiatesta anteriori attivi anti colpo di frusta, in aggiunta ai dispositivi elettronici come il sistema anti bloccaggio delle ruote motrici (ABS) con ripartitore elettronico di frenata di emergenza (EBD), il controllo elettronico della stabilità ESP e della trazione TCS, frenata assistita (BAS) e controllo per le partenze in salita (HAC).
La Sportage viene sottoposta ai crash test dell'Euro NCAP nel 2010 ottenendo il punteggio complessivo di 5 stelle; in particolare l'ente ha stabilito che la vettura garantisce una protezione per gli adulti pari al 93%, protezione bambini dell'86%, investimento pedoni del 49% e dotazioni di accessori di sicurezza pari all'86%. Inoltre la Sportage viene eletta dall'EuroNCAP come una tra le 5 vetture più sicure testate durante l'anno 2010 nonché la migliore della categoria "Small offroad".

### Versioni e allestimenti

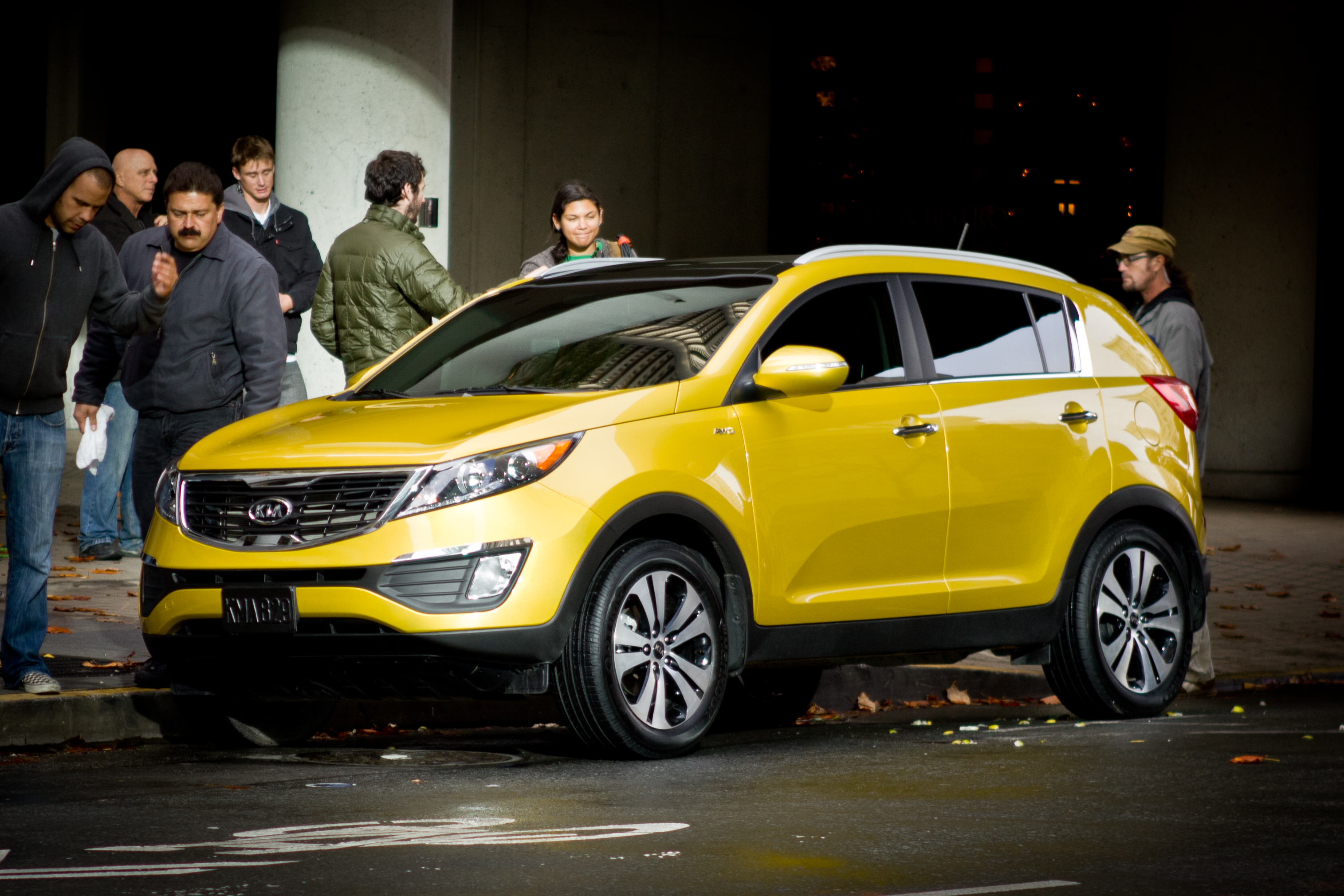
Una Sportage a San Francisco su un set pubblicitario

La versione Active viene proposta con le motorizzazioni 1.6 GDI benzina e 1.7 CRDI a gasolio da 115 cavalli, dispone di sei airbag (frontali, laterali e a tendina anteriori e posteriori), ABS con controllo di stabilità ESP, controllo trazione, assistenza alle partenze in salita e frenata assistita, cinture di sicurezza anteriori pretensionate e regolabili in altezza, vetri elettrici anteriori e posteriori, climatizzatore manuale, cerchi in lega da 17” con pneumatici 225/60R17, fendinebbia, immobilizer, poggiatesta anteriori attivi, autoradio CD ed MP3 con ingresso AUX e USB più connettore per iPod, sensore pioggia, retrovisori esterni regolabili e riscaldabili elettricamente, servosterzo con volante regolabile in altezza e profondità, sistema di controllo della vettura in discesa e kit di gonfiaggio degli pneumatici (Tire Mobility kit) e la versione sportiva R.
La Plus intermedia (disponibile con le motorizzazioni 1.6 GDI benzina, 1.7 CRDI e 2.0 CRDI Diesel da 136 cavalli) aggiunge il cruise control, comandi audio al volante, luci diurne a LED, maniglie delle portiere cromate e retrovisori in tinta carrozzeria, indicatori di direzione integrati nei retrovisori, ruota di scorta di dimensioni normali, cerchi in lega da 18'’ con pneumatici 235/55R18 (solo per le Diesel, la 1.6 GDI benzina non li dispone di serie), sensori di parcheggio posteriori e vivavoce bluetooth.
La versione Class è disponibile solo con i motori Diesel 1.7 CRDI e 2.0 CRDI da 136 cavalli. Alla dotazione modello Plus aggiunge il climatizzatore automatico, interni in pelle, sedili anteriori e posteriori riscaldabili elettricamente e sistema Supervision Cluster.
Soltanto la versione sportiva R, disponibile solo con il motore più potente ovvero il 2.0 CRDI a gasolio erogante 184 cavalli, possiede il cambio automatico sequenziale a sei rapporti, il navigatore satellitare con schermo touchscreen e videocamera posteriore di parcheggio, fari allo xeno con lavafari, retrovisore interno elettrocromatico con sensore luce, avviamento a pulsante con Smart Key, sistema di parcheggio guidato e tetto apribile elettricamente.
Tra gli optional la Kia offre la vernice metallizzata o perlata, il navigatore satellitare con retrocamera, il tetto apribile e il pacchetto di accessori Technology che comprende i fari allo xeno con i lavafari e l'avviamento a pulsante.

### Motorizzazioni
La gamma motori della Sportage si compone di un propulsore benzina e due Diesel proposti in vari livelli di potenza. La gamma benzina è formata dal 1.6 Gamma quattro cilindri a iniezione diretta di benzina GDI e fasatura variabile CVVT, sedici valvole con blocco e testata in alluminio e doppio albero a camme in testa erogante 135 cavalli a 6 300 giri al minuto. La coppia massima disponibile è di 164 Nm a 4 850 giri al minuto e le prestazioni dichiarate dalla casa sono velocità massima di 178 km/h, scatto 0–100 km/h in 11,5 secondi e consumi nel ciclo misto di 14,7 km/L con 158 g/km di anidride carbonica emessa. Il 1.6 GDI è omologato Euro 5 ed è abbinato a un cambio manuale a sei rapporti e alla sola trazione anteriore.
La gamma Diesel si compone del propulsore 1.7 CRDI quattro cilindri facente parte della famiglia motoristica U2 con doppio albero a camme in testa, blocco in ghisa e testata in alluminio, distribuzione a quattro valvole per cilindro, turbina a geometria variabile VGT, iniezione diretta common rail e filtro antiparticolato di serie. Eroga la potenza massima di 115 cavalli a 4 000 giri al minuto per una coppia massima di 260 Nm erogata a 1 250 giri al minuto; le prestazioni dichiarate sono una velocità massima di 173 km/h, scatto 0–100 km/h in 12,3 secondi, consumo medio di 18,9 km/L (che scende a 17,9 km/L con i cerchi in lega da 18”) ed emissioni pari a 139 g/km di CO2 (147 g/km con i cerchi da 18”). Il 1.7 CRDI è abbinato a un cambio manuale a sei rapporti e alla trazione anteriore.
Il secondo propulsore Diesel è il 2.0 CRDI quattro cilindri common rail facente parte della famiglia motoristica R anch'esso con doppio albero a camme in testa, blocco in ghisa e testata in alluminio, sedici valvole e turbina a geometria variabile con filtro antiparticolato e omologazione Euro 5. Eroga nella versione meno potente 136 cavalli a 4 000 giri al minuto e una coppia massima di 320 Nm a 1 800 giri al minuto abbinato al cambio manuale e di 323 Nm a 2.200 giri al minuto nella versione a cambio automatico. Le prestazioni dichiarate sono una velocità massima di 181 km/h per la manuale e di 180 km/h per l'automatica, scatto 0–100 km/h in 11,3 secondi per la manuale e di 12,0 secondi per l'automatica, consumo medio dichiarato di 16,7 km/L (14,3 km/L per la versione automatica). Le emissioni sono pari a 156 g/km per la versione manuale e 183 g/km per l'automatica. Il 2.0 CRDI è abbinato alla trazione integrale TOD.
La versione più potente del 2.0 CRDI eroga 184 cavalli a 4 000 giri/min ed è abbinato al solo allestimento R. La coppia massima è di 392 Nm a 1 800 giri al minuto e garantisce una velocità massima di 195 km/h, scatto 0–100 km/h in 9,8 secondi, consumo medio di 13,9 km/L ed emissioni pari a 189 g/km di anidride carbonica. Il 2.0 CRDI da 184 cavalli è omologato Euro 5 ed è abbinato al cambio automatico sei rapporti e alla trazione integrale.
| Modello                     | Disponibilità | Motore                       | Cilindrata cm³ | Potenza         | Coppia massima          | Emissioni CO2 (g/km) | 0–100 km/h (secondi) | Velocità max (km/h) | Consumo medio (km/l) |
| 1.6 GDI 16V 2WD manuale     | dall'esordio  | 4 cilindri in linea, Benzina | 1.591          | 99 kW (135 CV)  | 164 N·m @4.850 giri/min | 158                  | 11,5                 | 178                 | 14,7                 |
| 1.7 CRDI 115 2WD manuale    | dall'esordio  | 4 cilindri in linea, Diesel  | 1.685          | 85 kW (115 CV)  | 260 N·m @1.250 giri/min | 139 (147)            | 12,3                 | 173                 | 18,9 (17,9)          |
| 2.0 CRDI 136 AWD manuale    | dall'esordio  | 4 cilindri in linea, Diesel  | 1.995          | 100 kW (136 CV) | 320 N·m @1.800 giri/min | 156                  | 11,3                 | 181                 | 16,7                 |
| 2.0 CRDI 136 AWD automatica | dall'esordio  | 4 cilindri in linea, Diesel  | 1.995          | 100 kW (136 CV) | 323 N·m @2.200 giri/min | 183                  | 12,0                 | 180                 | 14,3                 |
| 2.0 CRDI 184 AWD automatica | dall'esordio  | 4 cilindri in linea, Diesel  | 1.995          | 135 kW (184 CV) | 392 N·m @1.800 giri/min | 189                  | 9,8                  | 195                 | 13,9                 |

## Quarta serie (2016-2021)
La presentazione della quarta generazione, è stata svelata al salone dell'auto di Francoforte 2015, è stata anticipata da presentazioni alla stampa e alla vendita per i primi mesi del 2016.
Rispetto alla generazione precedente è cresciuta di lunghezza, di altezza e di passo, mentre la larghezza è rimasta invariata. È disponibile, solo il motore a benzina 1.6 turbo; tutti gli altri motori sono invece diesel e vanno da un 1.7 turbo a un 2.4. A ottobre 2019 viene annunciata la versione ECO-GPL, con un impianto di BRC-MTM e PRINS AutoGasSystem.

### Motorizzazioni
| Modello                      | Disponibilità | Motore                       | Cilindrata cm³ | Potenza         | Coppia massima                | Emissioni CO2 (g/km) | 0–100 km/h (secondi) | Velocità max (km/h) | Consumo medio (km/l) |
| 1.6 GDI 16V 2WD manuale      | dall'esordio  | 4 cilindri in linea, Benzina | 1.591          | 97 kW (132 CV)  | 161 N·m @4.850 giri/min       | 156                  | 11,5                 | 182                 |                      |
| 1.6 T-GDI 16V AWD automatica | dall'esordio  | 4 cilindri in linea, Benzina | 1.591          | 130 kW (177 CV) | 265 N·m @1.500-4.500 giri/min | 175                  | 9,1                  | 201                 |                      |
| 1.7 CRDI 115 2WD manuale     | dall'esordio  | 4 cilindri in linea, Diesel  | 1.685          | 85 kW (115 CV)  | 280 N·m @1.250-2.750 giri/min | 124 (119)            | 11,5                 | 176                 |                      |
| 1.7 CRDI 141 2WD automatica  | da gen. 2017  | 4 cilindri in linea, Diesel  | 1.685          | 104 kW (141 CV) | 340 N·m @1.750-2.500 giri/min | 129                  | 11,5                 | 185                 |                      |
| 2.0 CRDI 136 AWD manuale     | dall'esordio  | 4 cilindri in linea, Diesel  | 1.995          | 100 kW (136 CV) | 373 N·m @1.500-2.500 giri/min | 139                  | 10,5                 | 184                 |                      |
| 2.0 CRDI 136 AWD automatica  | dall'esordio  | 4 cilindri in linea, Diesel  | 1.995          | 100 kW (136 CV) | 373 N·m @1.500-2.500 giri/min | 154                  | 12                   | 184                 |                      |
| 2.0 CRDI 185 AWD manuale     | dall'esordio  | 4 cilindri in linea, Diesel  | 1.995          | 136 kW (185 CV) | 400 N·m @1.750-2.750 giri/min | 154                  | 9,5                  | 201                 |                      |
| 2.0 CRDI 185 AWD automatica  | dall'esordio  | 4 cilindri in linea, Diesel  | 1.995          | 136 kW (185 CV) | 400 N·m @1.750-2.750 giri/min | 166                  | 9,5                  | 201                 |                      |

## Quinta serie (dal 2021)
La quinta generazione della Sportage è stata svelata l'8 giugno 2021, Kia ha sviluppato delle versioni con lunghezza della carrozzeria e passo diversi a seconda del mercato.
Come novità ha la modalità terreno che regola automaticamente varie impostazioni a seconda delle condizioni, tra cui neve, fango e sabbia. Inoltre dispone di sospensioni a controllo elettrico (ECS) che forniscono un controllo continuo in tempo reale. I modelli ibridi e ibridi plug-in saranno inoltre dotati di un sistema E-Handling. È inoltre dotata di un quadrante di trasmissione shift-by-wire più compatto per il modello automatico. Il veicolo è stato inoltre dotato di nuovi sistemi di sicurezza, come la frenata di emergenza autonoma (AEB), il cruise control adattivo della navigazione, l'assistente per il mantenimento della corsia e il sistema avanzato di assistenza anticollisione nei punti ciechi.

### Versione Europea
Le specifiche europee della Sportage sono state annunciate il settembre 2021. È più corta in lunghezza di soli 135 mm e più corta del passo di 75 mm. Altre differenze includono l'eliminazione di una finestra sul pannello laterale posteriore e una fascia anteriore modificata.
Per il mercato europeo, Kia offre diverse motorizzazioni tra cui le ibride a benzina (mild, full e plug-in), a gasolio e la bifuel benzina/Gpl. La versione PHEV monta un motore T-GDi a quattro cilindri da 1,6 litri da 180 CV e un motore elettrico da 66,9 kW con batteria agli ioni di litio da 13,8 kWh. L'intero sistema produce 265 CV; 195 kW. Il modello ibrido full ha lo stesso motore T-GDi e un motore elettrico da 44,2 kW (60 CV) abbinato a una batteria da 1,49 kWh CHE produce 230 CV.
Il modello mild-hybrid utilizza lo stesso motore T-GDI da 1,6 litri, che produce (150 CV; 110 kW). Il motore diesel a quattro cilindri da 1,6 litri ha 136 CV; 100 kW. La bifuel benzina/Gpl ha lo stesso motore 1.6 a benzina ma senza il motore elettrico e depotenziato a 136 CV.  Per il 1.6 litri a benzina mild-hybrid da 150 CV e a gasolio mild-hybrid da 136 CV è disponibile negli allestimenti più costosi un cambio automatico a 7 marce, per le mild-hybrid a benzina e a gasolio e la bifuel di serie è disponibile invece un cambio manuale a 6 marce. Le ibride full e plug-in di serie hanno il cambio automatico a 6 marce. I modelli europei sono dotati di tecnologia Stop-and-Go.